# Fossé (Loir-et-Cher)
Pour les articles homonymes, voir Fossé.
Fossé est une commune française située dans le département de Loir-et-Cher en région Centre-Val de Loire.
Localisée au centre-ouest du département, la commune fait partie de la petite région agricole « la Beauce », une vaste étendue de cultures céréalières, oléagineuses (colza) et protéagineuses (pois, féverolle, lupin), avec également de la betterave sucrière, et de la pomme de terre. Elle est drainée par la Cisse et par deux petits cours d'eau.
L'occupation des sols est marquée par l'importance des espaces agricoles et naturels qui occupent la quasi-totalité du territoire communal. Plusieurs espaces naturels d'intérêt sont présents dans la commune : deux sites natura 2000 et une zone naturelle d'intérêt écologique, faunistique et floristique (ZNIEFF).  En 2010, l'orientation technico-économique de l'agriculture dans la commune est la culture des céréales et des oléoprotéagineux. À l'instar du département qui a vu disparaître le quart de ses exploitations en dix ans, le nombre d'exploitations agricoles a fortement diminué, passant de 20 en 1988, à 8 en 2000, puis à 6 en 2010.

## Géographie

### Localisation et communes limitrophes
La commune de Fossé se trouve au centre-ouest du département de Loir-et-Cher, dans la petite région agricole de la Beauce,. À vol d'oiseau, elle se situe à 5,9 km  de Blois, préfecture du département et à 17,1 km de Veuzain-sur-Loire, chef-lieu du canton d'Onzain dont dépend la commune depuis 2015. La commune fait en outre partie du bassin de vie de Blois.
Les communes les plus proches sont : Saint-Bohaire (2 km) , Marolles (2,3 km) , Villebarou (3,1 km) , Saint-Sulpice-de-Pommeray (3,6 km) , Saint-Lubin-en-Vergonnois (4,2 km) , La Chapelle-Vendômoise (5,4 km) , Averdon (5,7 km) , Blois (5,9 km)  et La Chaussée-Saint-Victor (6,6 km).

### Paysages et relief
Dans le cadre de la Convention européenne du paysage, adoptée le 20 octobre 2000 et entrée en vigueur en France le 1er juillet 2006, un atlas des paysages de Loir-et-Cher a été élaboré en 2010 par le CAUE de Loir-et-Cher, en collaboration avec la DIREN Centre (devenue DREAL en 2011), partenaire financier. Les paysages du département s'organisent ainsi en huit grands ensembles et 25 unités de paysage,. La commune fait partie de l'unité de paysage de « la Beauce ».
La fertile Beauce, qui couvre pas moins de six cent mille hectares, est un vaste plateau, essentiellement consacré aux grandes cultures (céréales, colza, betterave sucrière). En Loir-et-Cher, la Beauce s'avance jusqu'à Blois, bordée au nord par le Loir et au sud par la Loire, couvrant un septième du département. Ses paysages épurés et ouverts sur le ciel contrastent avec les vertes collines Percheronnes au nord et surtout avec les grandes forêts Solognotes au sud.
L'altitude du territoire communal varie de 85 mètres à 120 mètres,.

### Hydrographie

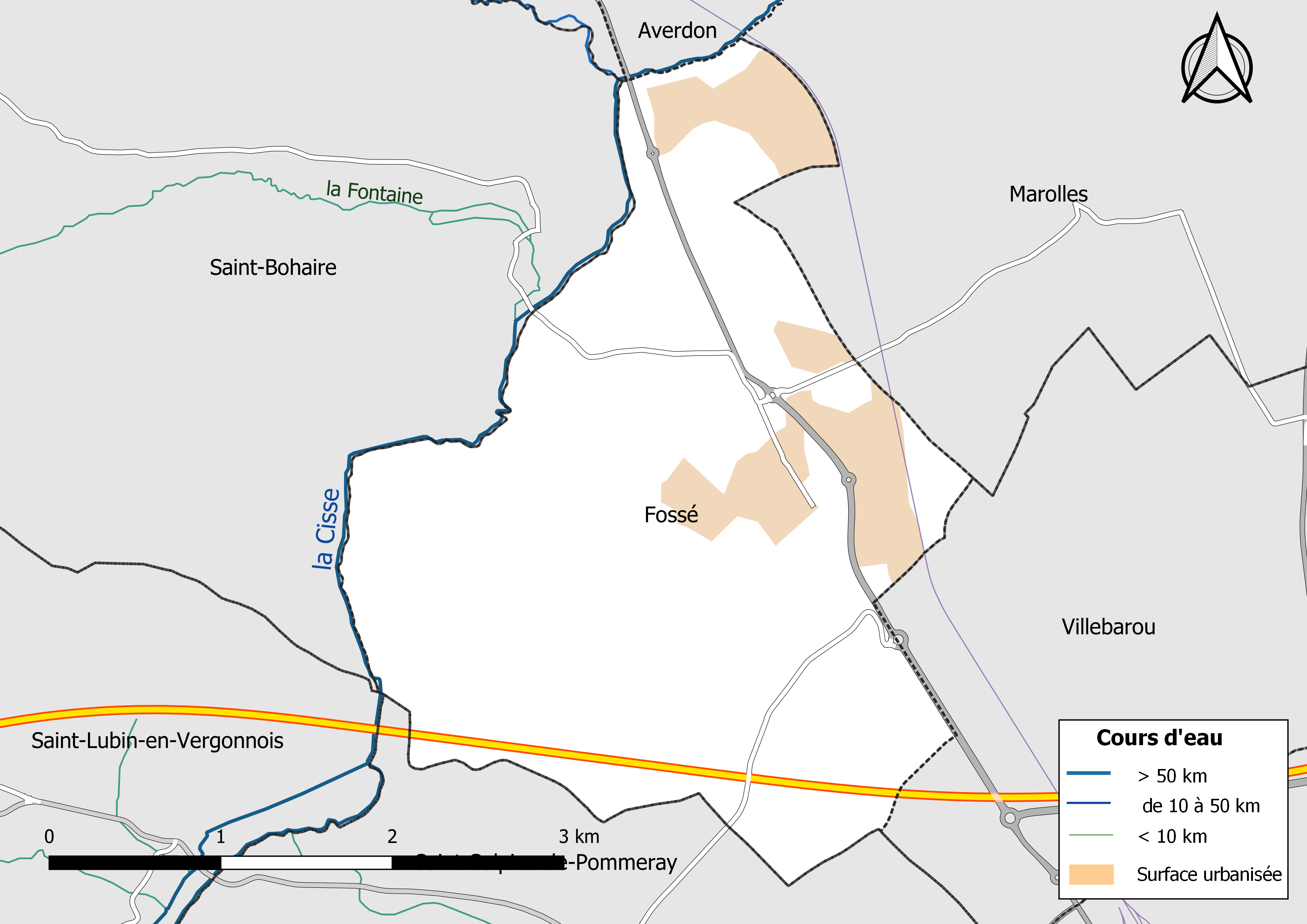
Réseau hydrographique de Fossé.

La commune est drainée par la Cisse (0,258 km) et par deux petits cours d'eau, constituant un réseau hydrographique de 3,74 km de longueur totale.
La Cisse traverse la commune du nord-est vers le sud-ouest. D'une longueur totale de 87,7 km, elle prend sa source dans la commune de Rhodon et se jette  dans la Loire à Rochecorbon (37), après avoir traversé 23 communes. 
Sur le plan piscicole, ce cours d'eau est classé en première catégorie, où le peuplement piscicole dominant est constitué de salmonidés (truite, omble chevalier, ombre commun, huchon).

### Climat
Pour des articles plus généraux, voir Climat du Centre-Val de Loire et Climat de Loir-et-Cher.
En 2010, le climat de la commune est de type climat océanique dégradé des plaines du Centre et du Nord, selon une étude du CNRS s'appuyant sur une série de données couvrant la période 1971-2000. En 2020, Météo-France publie une typologie des climats de la France métropolitaine dans laquelle la commune est exposée à un climat océanique altéré et est dans la région climatique Moyenne vallée de la Loire, caractérisée par une bonne insolation (1 850 h/an) et un été peu pluvieux.
Pour la période 1971-2000, la température annuelle moyenne est de 10,9 °C, avec une amplitude thermique annuelle de 15,2 °C. Le cumul annuel moyen de précipitations est de 667 mm, avec 11,1 jours de précipitations en janvier et 6,7 jours en juillet. Pour la période 1991-2020, la température moyenne annuelle observée sur la station météorologique de Météo-France la plus proche, « Blois », sur la commune de Villefrancœur à 8 km à vol d'oiseau, est de 11,8 °C et le cumul annuel moyen de précipitations est de 641,4 mm,. Pour l'avenir, les paramètres climatiques de la commune estimés pour 2050 selon différents scénarios d'émission de gaz à effet de serre sont consultables sur un site dédié publié par Météo-France en novembre 2022.

### Milieux naturels et biodiversité

#### Sites Natura 2000
Le réseau Natura 2000 est un réseau écologique européen de sites naturels d'intérêt écologique élaboré à partir des Directives « Habitats » et « Oiseaux ». Ce réseau est constitué de Zones spéciales de conservation (ZSC) et de Zones de protection spéciale (ZPS). Dans les zones de ce réseau, les États membres s'engagent à maintenir dans un état de conservation favorable les types d'habitats et d'espèces concernés, par le biais de mesures réglementaires, administratives ou contractuelles. L'objectif est de promouvoir une gestion adaptée des habitats tout en tenant compte des exigences économiques, sociales et culturelles, ainsi que des particularités régionales et locales de chaque État membre. Les activités humaines ne sont pas interdites, dès lors que celles-ci ne remettent pas en cause significativement l'état de conservation favorable des habitats et des espèces concernés. Des parties du territoire communal sont incluses dans les sites Natura 2000 suivants : 
- une ZSC, la « Vallée de la Cisse en amont de Saint-Lubin », d'une superficie de 336 ha[25] ;
- une ZPS, la « Petite Beauce », d'une superficie de 52 565 ha[26].

#### Zones nationales d'intérêt écologique, faunistique et floristique
L'inventaire des zones naturelles d'intérêt écologique, faunistique et floristique (ZNIEFF) a pour objectif de réaliser une couverture des zones les plus intéressantes sur le plan écologique, essentiellement dans la perspective d'améliorer la connaissance du patrimoine naturel national et de fournir aux différents décideurs un outil d'aide à la prise en compte de l'environnement dans l'aménagement du territoire. Le territoire communal de Fossé comprend une ZNIEFF : 
les « Pelouses de la Grand Pierre et de Vitain » (326,37 ha).

Cartes des Znieff et zones Natura 2000.
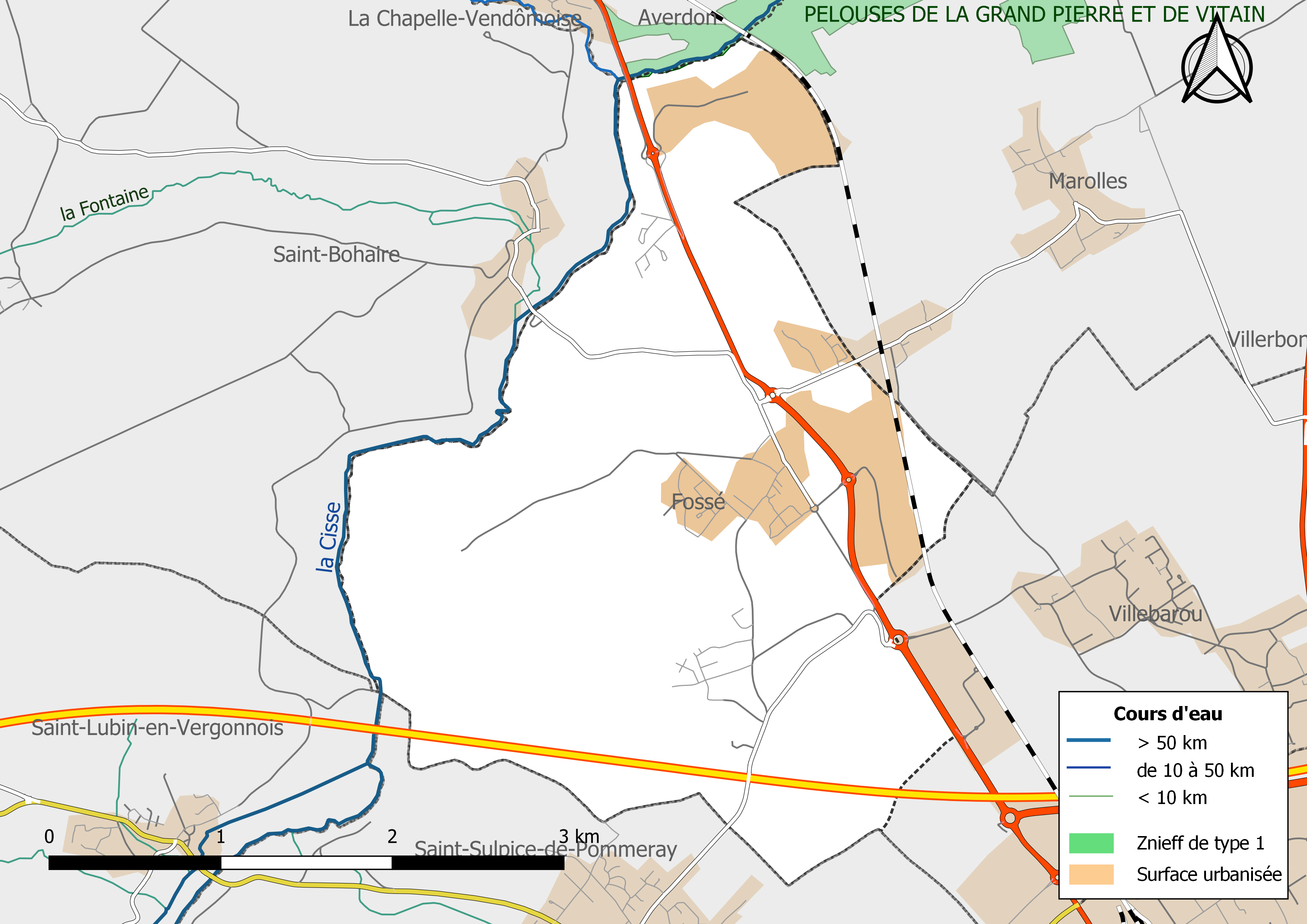
Carte des ZNIEFF de type 1 localisées dans la commune[Note 2].
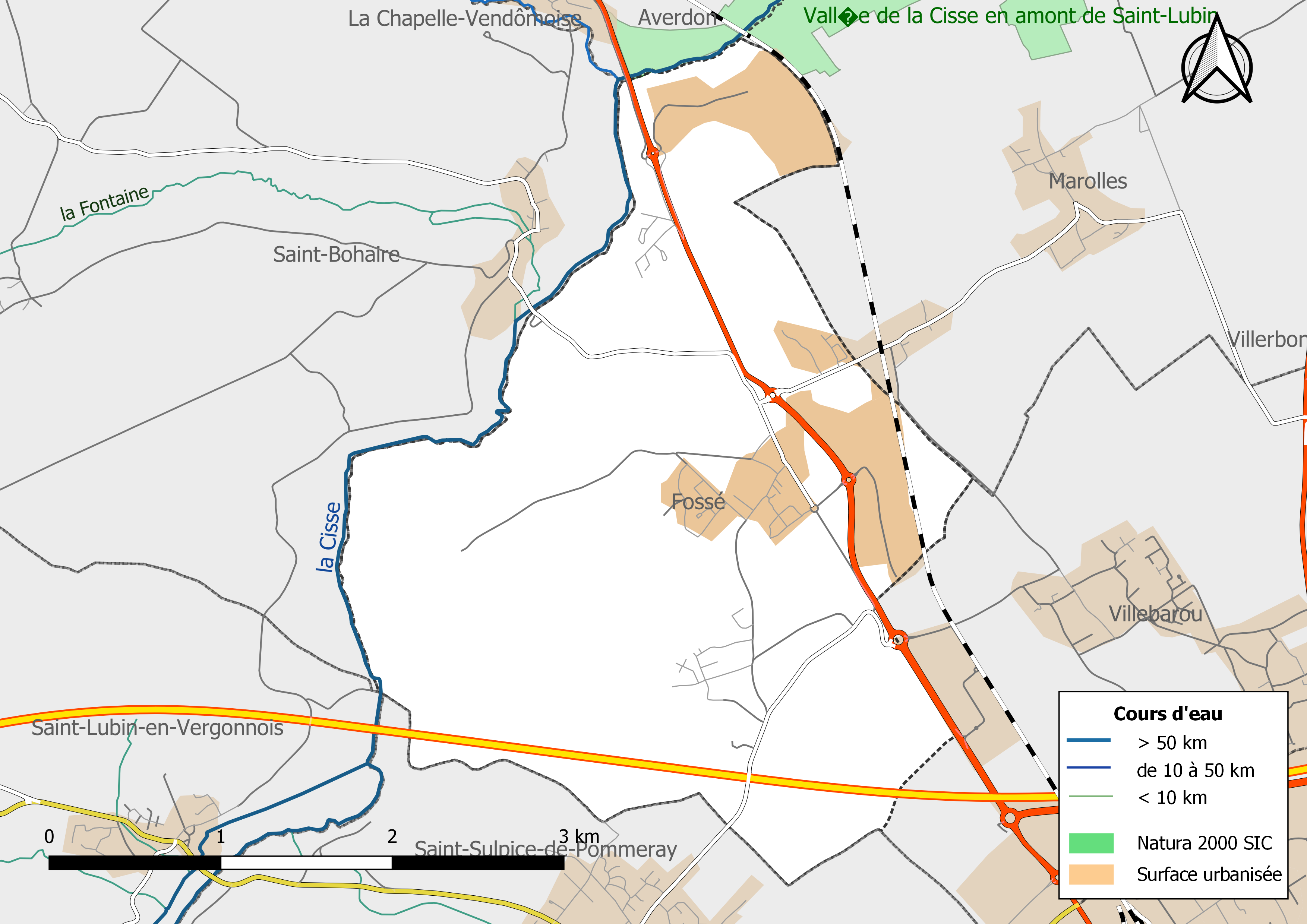
Carte de la zone Natura 2000 de type SIC localisée dans la commune.
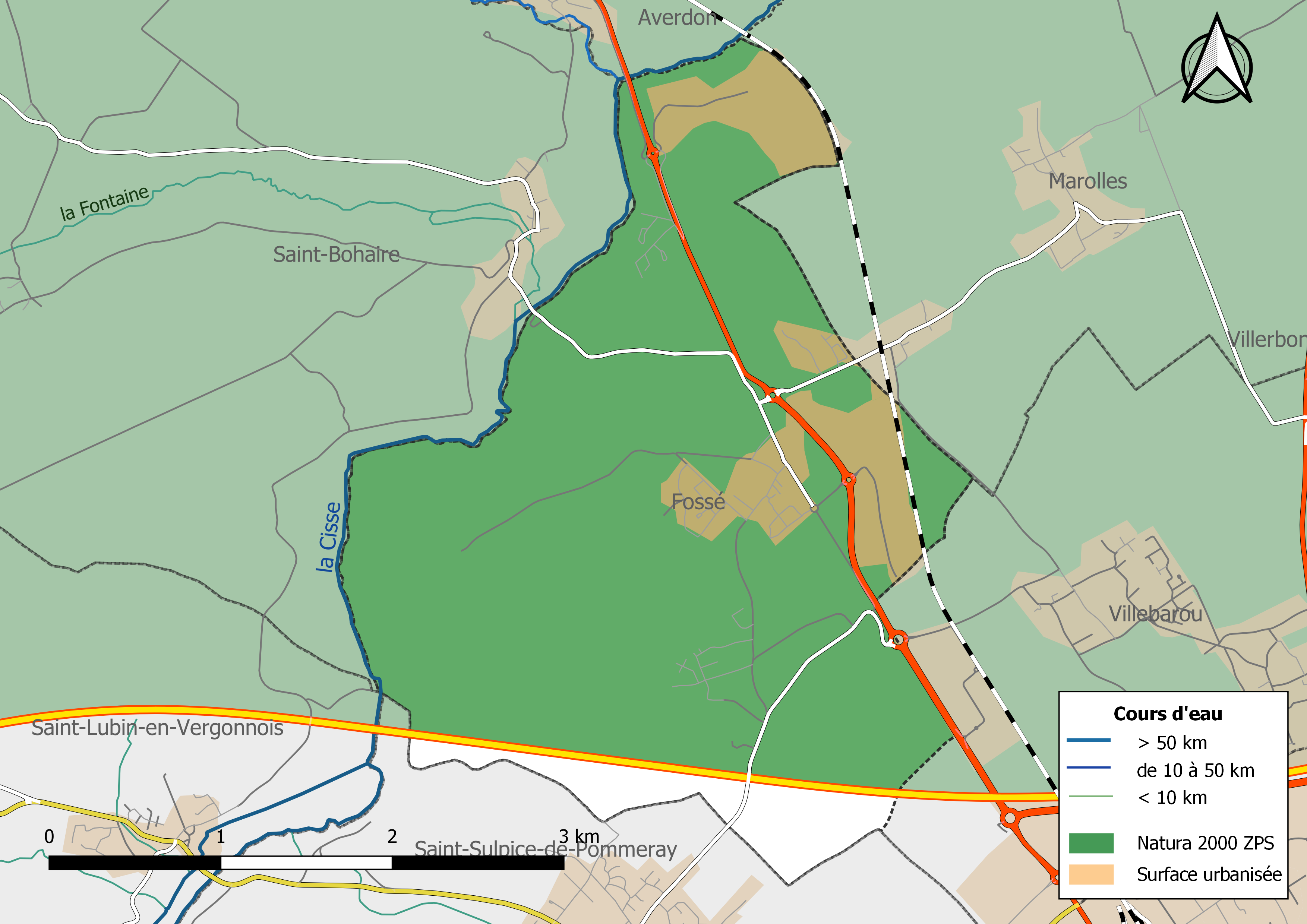
Carte de la zone Natura 2000 de type ZPS localisée dans la commune.

## Urbanisme

### Typologie
Au 1er janvier 2024, Fossé est catégorisée commune rurale à habitat dispersé, selon la nouvelle grille communale de densité à sept niveaux définie par l'Insee en 2022.
Elle est située hors unité urbaine. Par ailleurs la commune fait partie de l'aire d'attraction de Blois, dont elle est une commune de la couronne,. Cette aire, qui regroupe 78 communes, est catégorisée dans les aires de 50 000 à moins de 200 000 habitants,.

### Occupation des sols
Selon  l'Insee, Fossé est une commune rurale, car elle n'appartient à aucune unité urbaine,,.
L'occupation des sols est marquée par l'importance des espaces agricoles et naturels (87,1 %). La répartition détaillée ressortant en 2012 de la base de données européenne d'occupation biophysique des sols Corine Land Cover est la suivante : 
terres arables (66,1 %), 
zones agricoles hétérogènes (3,1 %), 
forêts (17,8 %), 
zones urbanisées (4,4 %), 
zones industrielles et commerciales et réseaux de communication (4,3 %), 
mines, décharges et chantiers (4,2 %).
Le territoire est marqué par un tissu urbain dense, maillé par un vaste réseau de voiries, où l'agriculture est toujours présente et apporte une harmonie dans le paysage urbain. À l'échelle de l'unité géographique « Cœur d'agglomération », qui regroupe neuf communes, dont Fossé, la consommation d'espaces agricoles et naturels pour répondre aux besoins de développement a été soutenue. 64,4 % des aménagements (logements, équipements, entreprises) ont été réalisés sur de nouveaux terrains, soit 252 hectares entre 2002 et 2015. La part des aménagements en densification est la plus importante de l'agglomération: 35,6 % des aménagements ont été réalisés dans des espaces libres ou en friche de l'espace urbain.

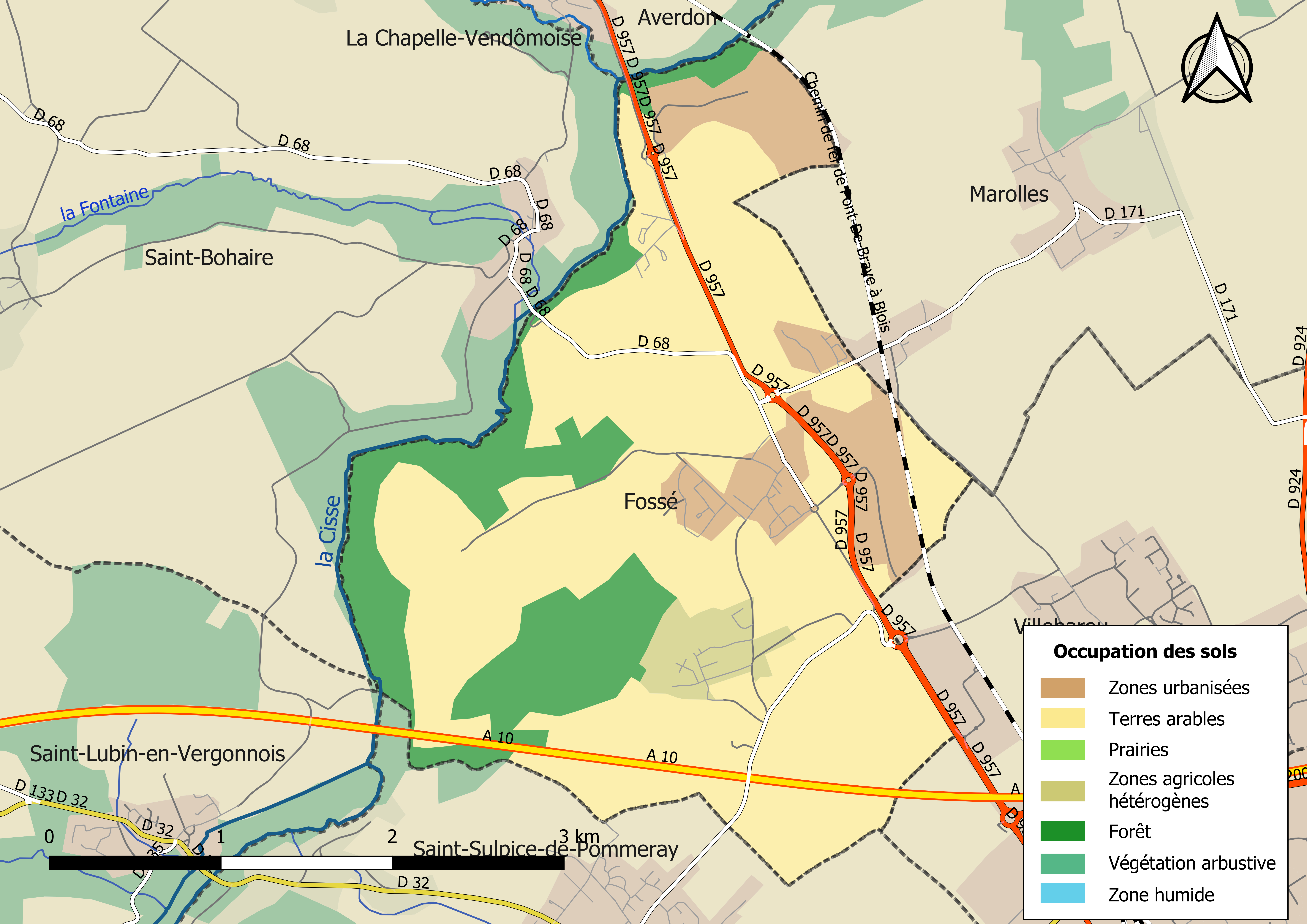
Carte des infrastructures et de l'occupation des sols de la commune en 2018 (CLC).

### Planification
La loi SRU du 13 décembre 2000 a incité fortement les communes à se regrouper au sein d'un établissement public, pour déterminer les partis d'aménagement de l'espace au sein d'un SCoT, un document essentiel d'orientation stratégique des politiques publiques à une grande échelle. La commune est dans le territoire du  SCOT du Blésois, approuvé en 2006 et révisé en juillet 2016.
En matière de planification, la commune disposait en 2017 d'un plan local d'urbanisme en révision,. Par ailleurs, à la suite de la loi ALUR (loi pour l'accès au logement et un urbanisme rénové) de mars 2014, un plan local d'urbanisme intercommunal couvrant le territoire de la communauté d'agglomération de Blois « Agglopolys » a été prescrit le 3 décembre 2015.

### Habitat et logement
Le tableau ci-dessous présente la typologie des logements à Fossé en 2016 en comparaison avec celle du Loir-et-Cher et de la France entière. Une caractéristique marquante du parc de logements est ainsi la faible proportion des résidences secondaires et logements occasionnels (0,7 %) par rapport au département (18 %) et à la France entière (9,6 %). Concernant le statut d'occupation de ces logements, 77,9 % des habitants de la commune sont propriétaires de leur logement (77,9 % en 2011), contre 68,1 % pour le Loir-et-Cher et 57,6 pour la France entière.
|                                                         | Fossé | Loir-et-Cher | France entière |
| ------------------------------------------------------- | ----- | ------------ | -------------- |
| Résidences principales (en %)                           | 95,1  | 74,5         | 82,3           |
| Résidences secondaires et logements occasionnels (en %) | 0,7   | 18           | 9,6            |
| Logements vacants (en %)                                | 4,2   | 7,5          | 8,1            |

### Risques majeurs
Le territoire communal de Fossé est vulnérable à différents aléas naturels : inondations (par débordement de la Cisse), climatiques (hiver exceptionnel ou canicule), mouvements de terrains ou sismique (sismicité très faible). 
Il est également exposé à deux risques technologiques : le risque industriel et  le transport de matières dangereuses,.

#### Risques naturels

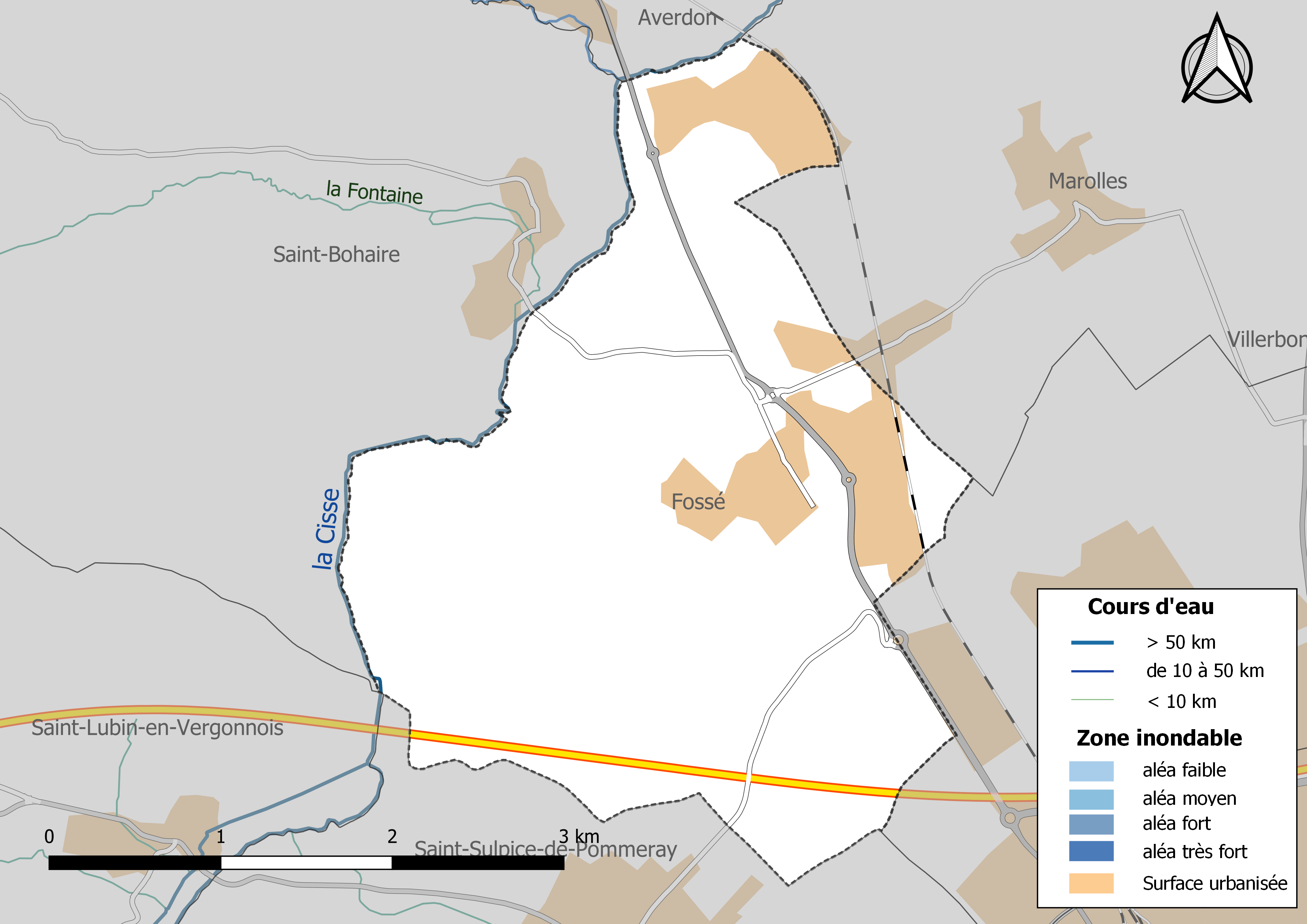
Zones inondables de la commune de Fossé.

Les mouvements de terrains susceptibles de se produire dans la commune sont liés au retrait-gonflement des argiles. Le phénomène de retrait-gonflement des argiles est la conséquence d'un changement d'humidité des sols argileux. Les argiles sont capables de fixer l'eau disponible mais aussi de la perdre en se rétractant en cas de sécheresse. Ce phénomène peut provoquer des dégâts très importants sur les constructions (fissures, déformations des ouvertures) pouvant rendre inhabitables certains locaux. La carte de zonage de cet aléa peut être consultée sur le site de l'observatoire national des risques naturels Georisques.
La dernière crue de la Cisse remonte, selon mémoire, à 2001. Toutefois des crues historiques de 1900 et 1960 ont été signalées.

#### Risques technologiques
Appro-Service, filiale du groupe Actura, est spécialisée dans l'agrofourniture,  est une entreprise de statut Seveso seuil haut. À ce titre, en cas d'accident, elle représente un risque majeur pour l'environnement qui doit être pris en compte dans les documents d'urbanisme. Un Plan de prévention des risques technologiques a été élaboré et approuvé à cet effet.
Le risque de transport de marchandises dangereuses dans la commune est lié à sa traversée par une route à fort trafic et une canalisation de transport de gaz. Un accident se produisant sur de telles infrastructures est en effet susceptible d'avoir des effets graves au bâti ou aux personnes jusqu'à 350 m, selon la nature du matériau transporté. Des dispositions d'urbanisme peuvent être préconisées en conséquence.

## Histoire

### Préhistoire
Fossé recèle d'un patrimoine archéologique impressionnant, comptant jusqu'à 15 sites identifiés par les archéologues au fil des prospections de surface. Ces découvertes, incluant notamment des dolmens, des silex et des monnaies trouvées de la Préhistoire au Moyen Âge, offrent un regard captivant sur l'évolution de la région.

### Moyen Âge
Au XVe siècle, Fossé est un fief possédé par Jean de Villebresme, secrétaire influent du roi Charles VII et du duc Charles d'Orléans.

### Renaissance et Ancien régime
Au milieu du XVIe siècle, le fief est racheté par une branche protestante de la famille de Refuge.
En 1734, Louis-François Boillève d’Arbonne, trésorier de France au bureau des finances de la généralité d'Orléans, devient seigneur de Fossé et Saint-Bohaire. Son fils vend le château à Charles-Victoire-François d’Irumberry de Salaberry, ancien président de la Chambre des comptes de Paris qui désire s’installer à la campagne. Il achète 360 hectares de Biens nationaux et aussi le petit château de Pezay où il habite et laisse Fossé à son cousin Albert-Marie, marquis Romé de Vernouillet, général de brigade.

### Révolution française et Empire

#### Événements majeurs
En 1790, la population de Fossé comptait 330 habitants, avec une majorité composée de vignerons spécialisés dans la production de vin rouge de qualité moyenne, ainsi que de cultivateurs se concentrant principalement sur la culture du blé. À cette époque, il est estimé que seulement 20 personnes dans la commune avaient la capacité de lire et d'écrire.
Victimes innocentes de la Révolution, les cousins de Salaberry sont guillotinés tous les deux, l’un en 1793, l’autre en 1794. Le fils de Charles-Victoire, prénommé Charles-Marie, devint député ultra pendant toute la Restauration et se fit remarquer par la vigueur de son éloquence et ses prises de position radicales. Farouche opposant de l’empereur Napoléon Ier, il invita chez lui Madame de Staël, exilée à Chaumont-sur-Loire, d’août à octobre 1810, que Fouché et Corbigny (préfet de Loir-et-Cher) finissent par expulser.

#### Nouvelle organisation territoriale
Le décret de l'Assemblée nationale du 12 novembre 1789 décrète qu'« il y aura une municipalité dans chaque ville, bourg, paroisse ou communauté de campagne », mais ce n'est qu'avec le décret de la Convention nationale du 10 brumaire an II (31 octobre 1793) que la paroisse de Fossé devient formellement « commune de Fossé »,.
En 1790, dans le cadre de la création des départements, la municipalité est rattachée au canton de Marolles, au district de Blois, et au département du Loir-et-Cher.
Les cantons sont supprimés en tant que découpage administratif par une loi du 26 juin 1793, et ne conservent qu'un rôle électoral, permettant l'élection des électeurs du second degré chargés de désigner les députés,. La Constitution du 5 fructidor an III, appliquée à partir de vendémiaire an IV (1795) supprime les districts, considérés comme des rouages administratifs liés à la Terreur, mais maintient les cantons qui acquièrent dès lors plus d'importance en retrouvant une fonction administrative.
Enfin, sous le Consulat, un redécoupage territorial visant à réduire le nombre de justices de paix ramène le nombre de cantons en Loir-et-Cher de 33 à 24. Fossé était alors rattachée au canton de Blois-Est et à l'arrondissement de Blois par arrêté du 5 vendémiaire an X (26 septembre 1801),,. Cette organisation va rester inchangée pendant près de 150 ans.

### Époque récente
Au XIXe siècle, le châtelain (également souvent maire), le curé, le notaire, le médecin et l’instituteur sont les pivots moraux de la commune.
Depuis 1881, Fossé partage une gare ferroviaire avec Marolles, sur la ligne de Pont-de-Braye à Blois. Néanmoins, la liaison SNCF entre Blois et Vendôme étant interrompue depuis 1950, la gare de Fossé-Marolles ne dessert aujourd'hui que le transport de marchandises.
Le XXe siècle voit Fossé entrer dans l'histoire de l'aéronautique avec l'atterrissage en avril 1907 d'un dirigeable massif transportant Alberto Santos-Dumont et neuf de ses compagnons.
Maire de Fossé de 1912 à 1935, Bernard de Salaberry fut membre de l’Action française et du mouvement royaliste ; ses obsèques civiles rassemblèrent, non sans controverse, des milliers de personnes.

## Politique et administration

### Découpage territorial
La commune de Fossé est membre de la communauté d'agglomération de Blois « Agglopolys », un établissement public de coopération intercommunale (EPCI) à fiscalité propre créé le 1er janvier 2012.
Elle est rattachée sur le plan administratif à l'arrondissement de Blois, au département de Loir-et-Cher et à la région Centre-Val de Loire, en tant que circonscriptions administratives. Sur le plan électoral, elle est rattachée au canton d'Onzain depuis 2015 pour l'élection des conseillers départementaux et à la Première circonscription de Loir-et-Cher pour les élections législatives.

### Politique et administration municipale

#### Conseil municipal et maire
Le conseil municipal de Fossé, commune de plus de 1 000 habitants, est élu au scrutin proportionnel plurinominal avec prime majoritaire. Le maire, à la fois agent de l'État et exécutif de la commune en tant que collectivité territoriale, est élu par le conseil municipal au scrutin secret lors de la première réunion du conseil suivant les élections municipales, pour un mandat de six ans, c'est-à-dire pour la durée du mandat du conseil.
| Période                                  | Période  | Identité            | Étiquette | Qualité                                        |
| ---------------------------------------- | -------- | ------------------- | --------- | ---------------------------------------------- |
| Les données manquantes sont à compléter. |          |                     |           |                                                |
| mars 2001                                | 2008     | Cyriac de Salaberry | MoDem     |                                                |
| mars 2008                                | 2014     | André Maitre        |           |                                                |
| mars 2014                                | mai 2020 | Eliane Genuit       |           | Retraitée salariée du secteur privé            |
| mai 2020                                 | En cours | Valéry Lange,       |           | Cadre administratif et commercial d'entreprise |

## Équipements et services

### Eau et assainissement
L'organisation de la distribution de l'eau potable, de la collecte et du traitement des eaux usées et pluviales relève des communes. La compétence eau et assainissement des communes est un service public industriel et commercial (SPIC).

#### Alimentation en eau potable
Le service d'eau potable comporte trois grandes étapes : le captage, la potabilisation et la distribution d'une eau potable conforme aux normes de qualité fixées pour protéger la santé humaine. En 2019, la commune est membre du syndicat intercommunal d'adduction d'eau potable de Fosse qui assure le service en régie.

#### Assainissement des eaux usées
En 2019, la gestion du service d'assainissement collectif de la commune de Fossé est assurée par la communauté d'agglomération Agglopolys qui a le statut de régie à autonomie financière.
Une station de traitement des eaux usées est en service au 1er janvier 2019 sur le territoire communal : 
« Lotissemen », un équipement utilisant la technique de l'aération par boues activées, avec prétraitement, dont la capacité est de 300 EH.
L'assainissement non collectif (ANC) désigne les installations individuelles de traitement des eaux domestiques qui ne sont pas desservies par un réseau public de collecte des eaux usées et qui doivent en conséquence traiter elles-mêmes leurs eaux usées avant de les rejeter dans le milieu naturel. La communauté d'agglomération de Blois « Agglopolys » assure pour le compte de la commune le service public d'assainissement non collectif (SPANC), qui a pour mission de vérifier la bonne exécution des travaux de réalisation et de réhabilitation, ainsi que le bon fonctionnement et l'entretien des installations.

### Sécurité, justice et secours
La sécurité de la commune est assurée par la brigade de gendarmerie d'Herbault qui dépend du groupement de gendarmerie départementale de Loir-et-Cher installé à Blois.
En matière de justice, Fossé relève du conseil de prud'hommes de Blois, de la Cour d'appel d'Orléans (juridiction de Blois), de la Cour d'assises de Loir-et-Cher, du tribunal administratif de Blois, du tribunal de commerce de Blois et du tribunal judiciaire de Blois.

### Transports en commun

#### Réseau Azalys
La commune est desservie par deux lignes scolaires d'Azalys, le nom commercial du réseau de transports de Blois et d'Agglopolys, exploité par la société Keolis Blois : la L19 et la L21.

## Population et société

### Démographie

#### Évolution démographique
L'évolution du nombre d'habitants est connue à travers les recensements de la population effectués dans la commune depuis 1793. Pour les communes de moins de 10 000 habitants, une enquête de recensement portant sur toute la population est réalisée tous les cinq ans, les populations de référence des années intermédiaires étant quant à elles estimées par interpolation ou extrapolation. Pour la commune, le premier recensement exhaustif entrant dans le cadre du nouveau dispositif a été réalisé en 2007.

En 2022, la commune comptait 1 270 habitants, en évolution de −3,35 % par rapport à 2016 (Loir-et-Cher : −1,15 %, France hors Mayotte : +2,11 %).
| 1793 | 1800 | 1806 | 1821 | 1831 | 1836 | 1841 | 1846 | 1851 |
| ---- | ---- | ---- | ---- | ---- | ---- | ---- | ---- | ---- |
| 313  | 317  | 344  | 404  | 405  | 424  | 416  | 427  | 455  |

| 1856 | 1861 | 1866 | 1872 | 1876 | 1881 | 1886 | 1891 | 1896 |
| ---- | ---- | ---- | ---- | ---- | ---- | ---- | ---- | ---- |
| 445  | 432  | 426  | 361  | 400  | 359  | 354  | 377  | 338  |

| 1901 | 1906 | 1911 | 1921 | 1926 | 1931 | 1936 | 1946 | 1954 |
| ---- | ---- | ---- | ---- | ---- | ---- | ---- | ---- | ---- |
| 314  | 314  | 298  | 306  | 293  | 308  | 266  | 280  | 278  |

| 1962 | 1968 | 1975 | 1982 | 1990 | 1999 | 2006 | 2007 | 2012  |
| ---- | ---- | ---- | ---- | ---- | ---- | ---- | ---- | ----- |
| 286  | 329  | 580  | 781  | 862  | 849  | 969  | 986  | 1 290 |

| 2017  | 2022  | - | - | - | - | - | - | - |
| ----- | ----- | - | - | - | - | - | - | - |
| 1 308 | 1 270 | - | - | - | - | - | - | - |

#### Pyramide des âges
La population de la commune est relativement jeune.
En 2018, le taux de personnes d'un âge inférieur à 30 ans s'élève à 34,4 %, soit au-dessus de la moyenne départementale (31,3 %). À l'inverse, le taux de personnes d'âge supérieur à 60 ans est de 24,5 % la même année, alors qu'il est de 31,6 % au niveau départemental.
En 2018, la commune comptait 647 hommes pour 664 femmes, soit un taux de 50,65 % de femmes, légèrement inférieur au taux départemental (51,45 %).
Les pyramides des âges de la commune et du département s'établissent comme suit.
| Hommes | Classe d’âge | Femmes |
| ------ | ------------ | ------ |
| 0,2    | 90 ou +      | 0,3    |
| 6,8    | 75-89 ans    | 5,3    |
| 17,2   | 60-74 ans    | 19,1   |
| 20,1   | 45-59 ans    | 19,4   |
| 21,0   | 30-44 ans    | 21,9   |
| 13,1   | 15-29 ans    | 11,6   |
| 21,5   | 0-14 ans     | 22,5   |

| Hommes | Classe d’âge | Femmes |
| ------ | ------------ | ------ |
| 1,1    | 90 ou +      | 2,6    |
| 9,2    | 75-89 ans    | 11,9   |
| 19,7   | 60-74 ans    | 20,4   |
| 20,7   | 45-59 ans    | 20     |
| 16,5   | 30-44 ans    | 16,2   |
| 15,2   | 15-29 ans    | 13,2   |
| 17,6   | 0-14 ans     | 15,7   |

## Économie

### Secteurs d'activité
Le tableau ci-dessous détaille le nombre d'entreprises implantées à Fossé selon leur secteur d'activité et le nombre de leurs salariés :
|                                                              | total | % com (% dep) | 0 salarié | 1 à 9 salarié(s) | 10 à 19 salariés | 20 à 49 salariés | 50 salariés ou plus |
| ------------------------------------------------------------ | ----- | ------------- | --------- | ---------------- | ---------------- | ---------------- | ------------------- |
| Ensemble                                                     | 94    | 100,0 (100)   | 58        | 18               | 6                | 9                | 3                   |
| Agriculture, sylviculture et pêche                           | 8     | 8,5 (11,8)    | 8         | 0                | 0                | 0                | 0                   |
| Industrie                                                    | 10    | 10,6 (6,5)    | 3         | 3                | 1                | 1                | 2                   |
| Construction                                                 | 8     | 8,5 (10,3)    | 6         | 2                | 0                | 0                | 0                   |
| Commerce, transports, services divers                        | 62    | 66,0 (57,9)   | 39        | 10               | 4                | 8                | 1                   |
| dont commerce et réparation automobile                       | 20    | 21,3 (17,5)   | 15        | 2                | 1                | 2                | 0                   |
| Administration publique, enseignement, santé, action sociale | 6     | 6,4 (13,5)    | 2         | 3                | 1                | 0                | 0                   |
| Champ : ensemble des activités.                              |       |               |           |                  |                  |                  |                     |

Le secteur du commerce, transports et services divers est prépondérant dans la commune (62 entreprises sur 94)8,5 %), il est plus important qu'au niveau départemental (11,8 %).
Sur les 94 entreprises implantées à Fossé en 2016, 58 ne font appel à aucun salarié, 18 comptent 1 à 9 salariés, 6 emploient entre 10 et 19 personnes.9 emploient entre 20 et 49 personnes

### Agriculture
En 2010, l'orientation technico-économique de l'agriculture dans la commune est la culture de céréales et d'oléoprotéagineux (COP). Le département a perdu près d'un quart de ses exploitations en 10 ans, entre 2000 et 2010 (c'est le département de la région Centre-Val de Loire qui en compte le moins). Cette tendance se retrouve également au niveau de la commune où le nombre d'exploitations est passé de 11 en 1988 à 8 en 2000 puis à 6 en 2010. Parallèlement, la taille de ces exploitations augmente, passant de 46 ha en 1988 à 123 ha en 2010. 
Le tableau ci-dessous présente les principales caractéristiques des exploitations agricoles de Fossé, observées sur une période de 22 ans : 
|                                      | 1988                 | 2000                 | 2010                 |
| Dimension économique                 | Dimension économique | Dimension économique | Dimension économique |
| ------------------------------------ | -------------------- | -------------------- | -------------------- |
| Nombre d'exploitations (u)           | 11                   | 8                    | 6                    |
| Travail (UTA)                        | 22                   | 7                    | 8                    |
| Surface agricole utilisée (ha)       | 503                  | 646                  | 740                  |
| Cultures                             |                      |                      |                      |
| Terres labourables (ha)              | 501                  | 646                  | 739                  |
| Céréales (ha)                        | 351                  | s                    | 477                  |
| dont blé tendre (ha)                 | 197                  | 254                  | 169                  |
| dont maïs-grain et maïs-semence (ha) | 45                   | s                    | 44                   |
| Tournesol (ha)                       | 84                   | s                    |                      |
| Colza et navette (ha)                | 47                   | 60                   | 119                  |
| Élevage                              |                      |                      |                      |
| Cheptel (UGBTA)                      | 98                   | 73                   | 87                   |

.

#### Produits labellisés
Le territoire de la commune est intégré aux aires de productions de divers produits bénéficiant d'une indication géographique protégée (IGP) : le vin Val-de-loire et les volailles de l’Orléanais,.

## Culture et patrimoine

### Personnalités liées à la commune
- Charles-Marie d'Irumberry de Salaberry (1766-1847), chef de guerre royaliste et écrivain.
- Antoine de Salaberry (1880-1915), peintre aquarelliste, né à Fossé.
- Madame de Staël résida à Fossé du 19 août au 6 octobre 1810.[réf. nécessaire]